# Voyage vers la Lune
Pour plus de détails, voir Fiche technique et Distribution.
Voyage vers la Lune (Over the Moon) est un film d'animation par ordinateur musical américano-chinois réalisé par Glen Keane et John Kahrs et sorti le 23 octobre 2020.
Le film suit une jeune fille brillante et passionnée qui construit une fusée pour se rendre sur la lune et prouver l'existence d'une légendaire déesse lunaire. C'est alors qu'elle se retrouve embarquée dans une quête inattendue. En effet, elle découvre un univers féerique peuplé de créatures fantastiques.

## Synopsis
Les parents de Fei Fei, une fillette chinoise, racontent à cette dernière la légende de Chang'e, qui aurait bu une potion lui ayant donné l'immortalité, la changeant en déesse et la faisant s'élever sur la Lune, quittant ainsi son amant Houyi, qu'elle attend encore dans le ciel. Pour la fête de la lune annuelle, Fei Fei et sa famille confectionnent des gâteaux de lune pour tout leur village. Cependant, la mère de Fei Fei tombe malade et offre à sa fille un lapin qu'elle nomme Cabriole avant de décéder.
Quatre ans plus tard, Fei Fei, qui croit encore en la légende de Chang'e, est furieuse quand elle apprend que son père s'est fiancé à Mme Zhong, la mère de Chin, un enfant turbulent et insupportable. La famille de Fei Fei se joint à eux pour célébrer la fête de la lune, mais pendant le repas, Fei Fei réalise que son père ne croit plus en Chang'e et que sa famille nie l'existence de la déesse. Énervée, elle part au bord du lac où elle se rendait souvent avec sa mère et se souvient de cette dernière. Inspirée par la légende de Chang'e et par une grue, Fei Fei décide de construire une fusée et d'aller sur la Lune afin de prouver l'existence de Chang'e. Elle crée alors une fusée qui ressemble à une lanterne en forme de lapin qui utilise des feux d'artifice pour décoller. La fusée décolle correctement mais Fei Fei réalise que Chin est venu avec elle dans la fusée et ils commencent à redescendre en flèche vers la Terre. Soudainement, la fusée est prise dans un mystérieux rayon d'énergie et ils sont emmenés sur la Lune. Ils s'écrasent sur la surface de la Lune quand deux grands lions chinois jouent avec la fusée, puis emmènent les protagonistes à Lunaria, un royaume entièrement composé de lumière sur la face sombre de la Lune.
Ils y rencontrent Chang'e, qui dit à Fei Fei qu'elle est censée lui amener un cadeau afin qu'elle puisse retrouver Houyi. Fei Fei prend une photo avec Chang'e pour prouver son existence, mais Chang'e prend la photo et demande le cadeau en échange. Fei Fei ne sait pas de quel cadeau la déesse parle, et cette dernière organise une compétition pour retrouver le cadeau avant la fin d'un compte à rebours de poussière de lune. Fei Fei s'énerve avec Chin et part retrouver le cadeau avec des poules lunaires. Chin tente de récupérer la photo mais Chang'e le défie dans une partie de tennis de table que Chin gagne en énervant encore plus Chang'e en lui disant que si elle n'avait pas été si orgueilleuse et bu toute la potion, elle serait encore avec Houyi. Elle refuse alors de lui donner la photo et l'enferme dans une salle de son château. Chang'e se met à pleurer, ce qui cause une pluie de météores. Cabriole s'échappe du château et trouve le lapin de jade dans son atelier, où ils tombent amoureux.
Pendant ce temps, Fei Fei et les poules lunaires échappent à la pluie de météores et retournent sur le site du crash, où Fei Fei rencontre Gobi, un habitant exilé de Lunaria. Elle trouve sa poupée à l'effigie de Chang'e, ce qu'elle pense être le cadeau, mais les poules lunaires prennent la poupée et abandonnent Fei Fei et Gobi. Ce dernier explique à la jeune fille qu'il a été exilé quand il a chanté à la déesse une chanson qui disait qu'elle devait oublier Houyi. Ils parviennent à retrouver les poules lunaires, mais la poupée est détruite pendant l'altercation. Cependant, Fei Fei découvre dans l'un des gâteaux de lune qu'avait préparé Mme Zhong la moitié d'une amulette de jade et réalise qu'il s'agit du cadeau pour Chang'e. Ils retournent alors à Lunaria, où ils retrouvent Chin et Cabriole, et donne le cadeau à Chang'e. Cette dernière et Houyi sont réunis, mais Houyi explique qu'il ne peut pas rester et que Chang'e doit passer à autre chose. Refusant de l'accepter, Chang'e tombe dans une tristesse qui prive Lunaria de toute sa lumière.
Fei Fei tente d'atteindre Chang'e, mais elle est hantée par une vision de la mort de sa mère et réalise qu'elle n'acceptera jamais le fait de l'avoir perdue. Réalisant qu'elles doivent toutes deux faire le deuil de leur tragédie, Chang'e et Fei Fei s'encouragent à trouver le bonheur autour d'elles, ce qui ramène la lumière à Lunaria.
Chang'e remercie Fei Fei et autorise cette dernière et Chin à retourner sur Terre. Un an plus tard, Fei Fei vit heureuse avec sa nouvelle famille et continue de regarder la Lune.

## Fiche technique
- Titre original : Over the Moon
- Réalisation : Glen Keane et John Kahrs
- Scénario : Audrey Wells, Jennifer Yee McDevitt et Alice Wu
- Musique : Steven Price
- Décors : Celine Desrumaux
- Costumes : Guo Pei
- Animation : Jean Alejandro Gomez, Sebastian Kapijimpanga, Jeff Panko et Ricardo Jost Resende
- Montage : Edie Ichioka
- Production : Peilin Chou et Gennie Rim
  - Production déléguée : Thomas Hui, Glen Keane, Rui Gang Li, Janet Yang et Frank Zhu
  - Coproduction : John Kreidman
  - Production exécutive : Lisa M. Poole
- Sociétés de production : Netflix, Pearl Studio et Sony Pictures Imageworks
- Société de distribution : Netflix
- Pays de production :  États-Unis,  Chine
- Langue originale : anglais
- Format : couleur
- Genre : animation, comédie, science-fiction et fantasy
- Durée : 100 minutes
- Dates de sortie[2] :
  - États-Unis, Royaume-Uni, Irlande : 16 octobre 2020 (avant-première, sortie limitée)
  - Chine : 23 octobre 2020 (cinéma)
  - Reste du monde : 23 octobre 2020 (Netflix)

## Distribution
Sauf indication contraire, les informations mentionnées dans cette section peuvent être confirmées par la base de données cinématographiques IMDb,  présente dans la section « Liens externes ».

### Voix originales
- Cathy Ang : Fei Fei
- Phillipa Soo : Chang'e
- Ken Jeong : Gobi
- John Cho : Ba Ba, le père de Fei Fei
- Robert G. Chiu : Chin
- Ruthie Ann Miles : Ma Mala mère de Fei Fei
- Sandra Oh : Mme Zhong
- Conrad Ricamora : Houyi
- Margaret Cho : tante Ling
- Kimiko Glenn : tante Mei
- Irene Tsu : la grand-mère
- Clem Cheung : le grand-père
- Artt Butler : l'oncle
- Brittany Ishibashi : Blue Lunette
- Janice Kawaye : Pink Lunette
- Trisha Vo : Yellow Lunette
- Esther Chae : les Lunariens

### Voix françaises
- Kaycie Chase : Fei Fei
- Barbara Beretta : Chang'e (dialogues)
- Jeanne Jerosme : Chang'e (chant)
- Simon Faliu : Chin
- Eilias Changuel : Ba Ba, le père (dialogues)
- Emmanuel Dahl : Ba Ba, le père (chant)
- Emmanuel Garijo : Gobi (dialogues)
- Rody Acevedo : Gobi (chant)
- Laura Blanc : Mme Zhong
- Rachel Pignot : Ma Ma, la mère
- Emmanuel Moire : Houyi
- Léovanie Raud : tante Ling
- Edwige Lemoine : tante Mei
- Barbara Tissier : la « poule lunaire motarde »
- Christian Desmet, Rachel Pignot, Adeline Chetail, Sylvie Feit, Karine Costa, Marielle Hervé, Brenda Hervé, Georges Costa, Olivier Constantin, Gérôme Gallo, Arnaud Léonard : voix additionnelles
- Camille Bertault : chanteuse pour M'envoler (générique de fin avec l'autorisation de Sony Music Entertainment France)

Version française :
- Chargé de projet : Clémence Guenoun

 Source et légende : version française (VF) sur RS Doublage et selon le carton du doublage français sur Netflix.

## Musique
Toutes les chansons sont écrites et composées par Christopher Curtis, Marjorie Duffield et Helen Park,,.
| 1.    | On the Moon Above            | John Cho, Ruthie Ann Miles, Cathy Ang | 1:31 |
| 2.    | Mooncakes                    | John Cho, Ruthie Ann Miles, Cathy Ang | 4:19 |
| 3.    | Rocket to the Moon           | Cathy Ang                             | 3:48 |
| 4.    | Rocket to the Moon (Reprise) | Cathy Ang                             | 2:01 |
| 5.    | Ultraluminary                | Phillipa Soo                          | 3:20 |
| 6.    | Hey Boy                      | Phillipa Soo, Robert G. Chiu          | 1:47 |
| 7.    | Wonderful                    | Ken Jeong, Cathy Ang                  | 2:37 |
| 8.    | Yours Forever (Reprise)      | Phillipa Soo, Conrad Ricamora         | 2:00 |
| 9.    | Love Someone New             | Phillipa Soo, Cathy Ang               | 3:36 |
| 24:48 |                              |                                       |      |

## Production
Le 26 septembre 2017, Pearl Studio engage Audrey Wells comme scénariste pour Over the Moon, une réécriture d'un mythe traditionnel chinois d'après une idée de Janet Yang,. Le 6 février 2018, Netflix obtient les droits de distribution du film et Glen Keane est engagé comme réalisateur. Audrey Wells décède pendant la création du film : ce dernier lui est dédié.
La ville de Lunaria est inspirée par la pochette de l'album The Dark Side of the Moon du groupe de musique Pink Floyd et par les œuvres de Joan Miró. Les tenues de Chang'e sont conçues par la couturière Guo Pei.
L'animation du film est dirigée par Pearl Studio et Sony Pictures Imageworks.
La distribution est annoncée en juin 2020.

## Sortie
Le film sort en salles en Chine et sur Netflix à l'international le 23 octobre 2020 après une avant-première le 17 octobre 2020 au Montclair Film Festival. La veille de sa sortie, un livre intitulé Over the Moon: Illuminating the Journey et écrit par l'historien Leonard Maltin est publié.

## Distinctions

### Nominations
- Golden Globes 2021 : Meilleur film d'animation
- Oscars 2021 : Meilleur film d'animation